# Uszoda típusú reaktor

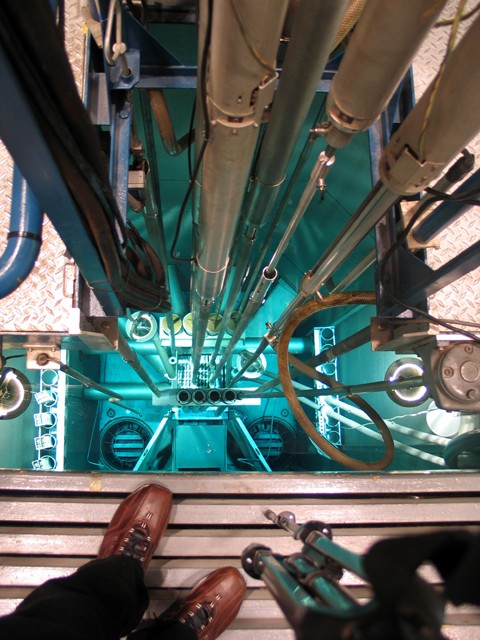
Az Észak-Karolinai Állami Egyetem medence típusú PULSTAR kutatóreaktora. Szabad szemmel is látható az aktív zóna. A reaktor belsejében a kékes fényt a Cserenkov-hatás okozza

Az uszoda típusú reaktor egy kísérleti reaktor, aminek a reaktormagja egy nyitott úszómedencébe van süllyesztve. A víz itt hármas szerepet játszik: egyben moderátor, hűtőközeg és elnyeli a sugárzást. A medence teteje nyitott, és a személyzet biztonságban van a medence fölött is. Az ilyen szerkezetnek két előnye is van: a reaktormaghoz könnyen hozzá lehet férni, és az egész berendezés légköri nyomáson működik. Ez a reaktortípus elsődlegesen neutronforrásként szolgál kísérletekhez és orvosi felhasználásra. Ilyen pl. a Budapesti Műszaki és Gazdaságtudományi Egyetem (BME) tanreaktora is.
Ennek egyik változata a nehézvizes tankreaktor, ahol a reaktormag egy kisebb, nehézvízzel töltött tartályban van, a tartály pedig egy nyitott úszómedencébe van süllyesztve. Mivel a nehézvíz kevés neutront nyel el, így ebben a reaktortípusban lehet elérni a legnagyobb neutronfluxusokat.